# Terrance Ferguson
Terrance Eugene Ferguson (Tulsa, 17 maggio 1998) è un cestista statunitense.

## Carriera
È stato selezionato dagli Oklahoma City Thunder al primo giro del Draft NBA 2017 (21ª scelta assoluta).

## Palmarès
- McDonald's All-American Game (2016)